# Professeur Moriarty
Pour les articles homonymes, voir Moriarty.
 (octobre 2012).
Le professeur James Moriarty est un personnage de fiction, connu pour être le plus redoutable ennemi de Sherlock Holmes. Considéré comme l'un des premiers génies du mal de la littérature, Moriarty est un cerveau criminel que Holmes décrit comme le « Napoléon du crime ». Arthur Conan Doyle, le créateur de Sherlock Holmes, reprit cette expression de Robert Anderson, un détective de Scotland Yard, qui désignait par ce surnom Adam Worth, considéré comme un modèle vivant (quoique non violent) de Moriarty bien que Sherlock Holmes compare Moriarty à Jonathan Wild dans La Vallée de la peur.

## Histoire

### Dans l'œuvre de Conan Doyle

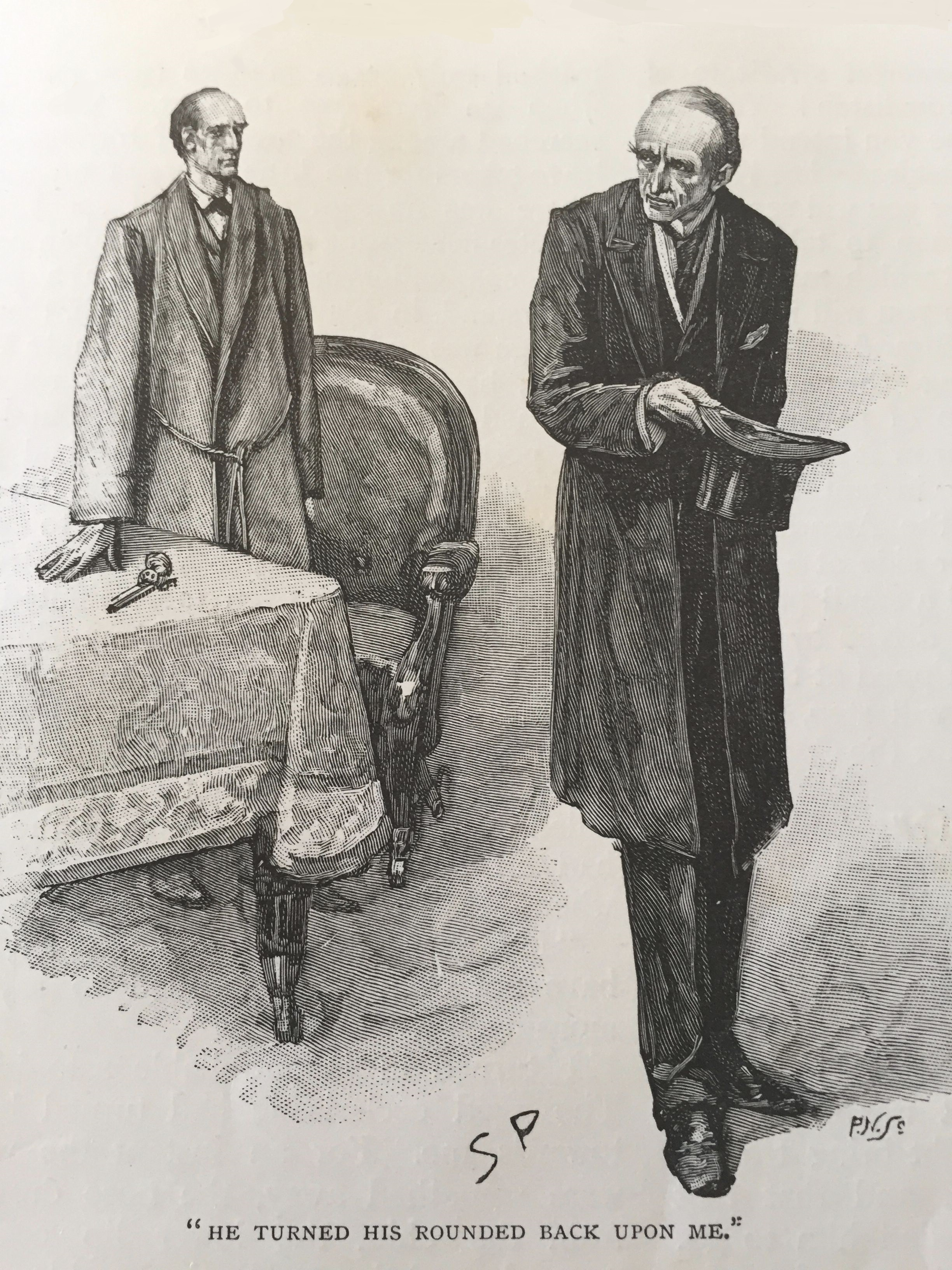
Sherlock Holmes et Moriarty, illustration de Sidney Paget pour la nouvelle Le Dernier Problème.

Le professeur Moriarty apparaît pour la première fois dans Le Dernier Problème publié en 1893. Dans cette nouvelle, qui se déroule en 1891, Sherlock Holmes tente de porter un coup fatal à l’organisation criminelle qu’il dirige, et est obligé de fuir sur le continent afin d’échapper à son adversaire. Moriarty le poursuit, et les deux hommes tombent dans les chutes du Reichenbach, près de Meiringen, en Suisse, au cours de leur duel final. C’est apparemment la fin du professeur, et d'Holmes.
Moriarty joue un rôle dans un autre récit écrit par Conan Doyle : La Vallée de la peur. Sherlock Holmes tente d’y empêcher l’organisation de Moriarty de commettre un meurtre. Les deux hommes ne se rencontrent pas, mais Moriarty envoie un mot à Holmes à la fin de l’histoire.
Holmes fait mention de Moriarty dans cinq autres nouvelles : La Maison vide (où son exécuteur des basses œuvres, le colonel Sebastian Moran, cherche à venger la mort de son ancien patron), L'Entrepreneur de Norwood, Le Trois-quart manquant, L'Illustre Client et Son dernier coup d'archet.
Bien que Moriarty apparaisse dans seulement deux des soixante aventures de Sherlock Holmes,, l’attitude du détective à son égard a incité les lecteurs à le considérer comme le pire ennemi de Holmes. La preuve en est ses nombreuses apparitions dans les histoires rédigées par d’autres auteurs, ainsi que dans les autres médias. Les fans de Sherlock Holmes pensent souvent que, dans la vie de leur héros, la guerre entre le professeur et le détective passe avant la résolution des nombreuses enquêtes criminelles.
Dans les histoires de Conan Doyle racontées par le docteur Watson, ce dernier ne rencontre jamais Moriarty (il l’aperçoit de loin dans Le Dernier Problème) et se fie donc à Sherlock Holmes pour décrire son ennemi et le combat qu’ils se livrent. Dans les récits des autres écrivains, Watson rencontrera Moriarty à plusieurs reprises.
Conan Doyle lui-même se montre incohérent à propos des connaissances de Watson relatives à Moriarty. Dans Le Dernier Problème, le docteur avoue n'avoir jamais entendu parler du criminel. Or, dans La Vallée de la peur, roman dont les événements sont censés être antérieurs à la mort simulée de Sherlock Holmes, Watson évoque Moriarty comme un « célèbre criminel scientifique ».

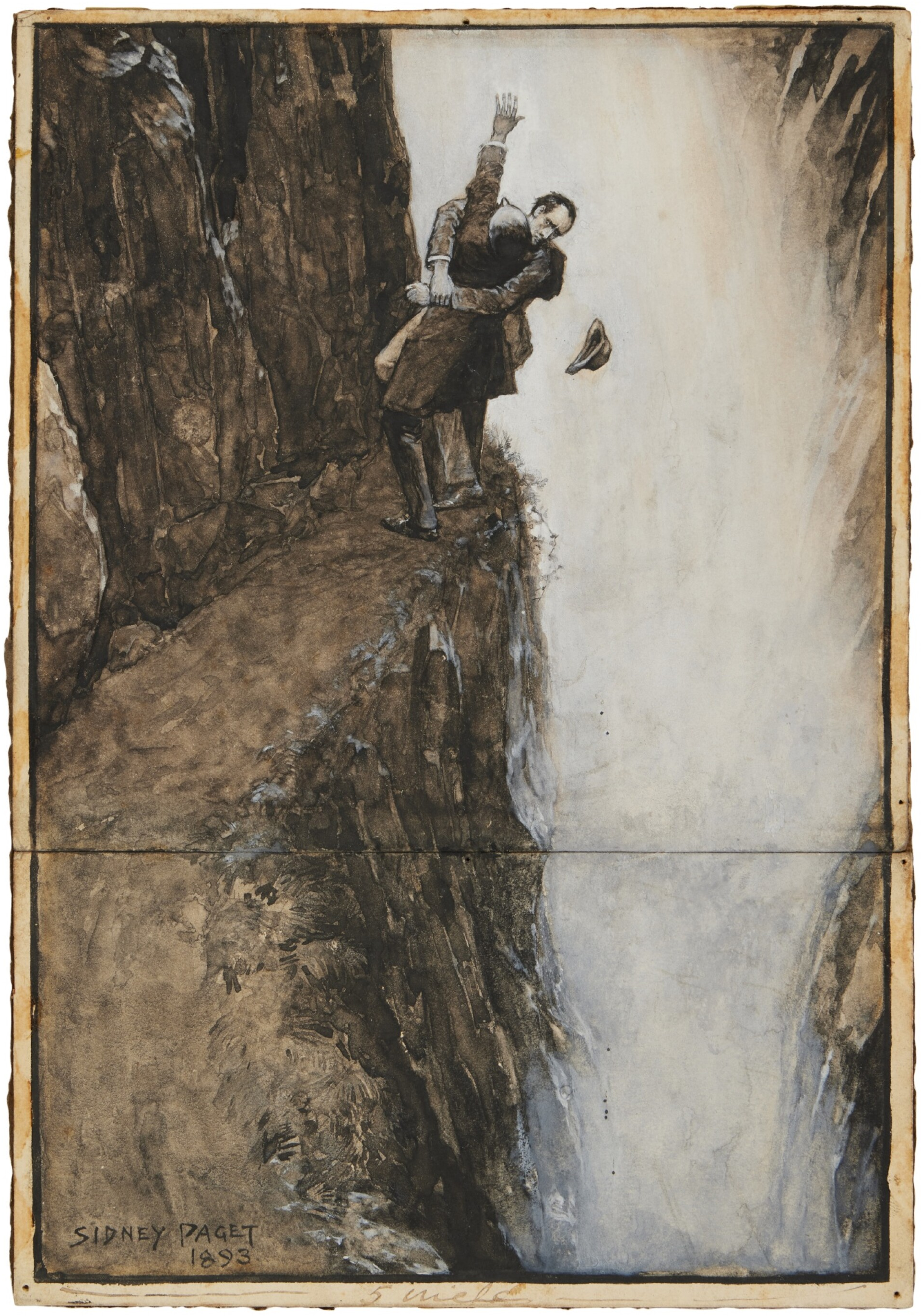
L'affrontement final entre Sherlock Holmes et Moriarty aux chutes du Reichenbach. Illustration de Sidney Paget pour Le Dernier problème, 1893.

Sherlock Holmes parle du professeur Moriarty en ces termes :

« Il est de bonne famille et il a reçu une excellente éducation. Prodigieusement doué pour les mathématiques, à vingt et un ans il publiait une étude sur le binôme de Newton, qui fit sensation dans toute l’Europe et lui valut de devenir titulaire de la chaire de mathématiques dans une de nos petites universités. Tout donnait à penser qu’il allait faire une carrière extrêmement brillante. Mais l’homme avait une hérédité chargée, qui faisait de lui une sorte de monstre, avec des instincts criminels d’autant plus redoutables qu’ils étaient servis par une intelligence exceptionnelle. Des bruits fâcheux coururent bientôt sur lui dans l’Université, qui l’obligèrent à se démettre. Il vint à Londres où il se mit à donner des cours destinés aux officiers de l’armée. »

— Conan Doyle, Le Dernier Problème.
Holmes affirme également que Moriarty est l’auteur du livre La Dynamique d’un astéroïde qu’il décrit comme un « livre qui atteint aux cimes de la pure mathématique et dont on assure qu’il échappe à toute réfutation ».
La motivation principale de Conan Doyle, en créant le personnage de Moriarty, était de tuer Sherlock Holmes, comme l’indiquerait presque son patronyme (du latin moriar qui signifie « je mourrai » en français). Il est bien connu que Le Dernier Problème était censé représenter ce qu’en dit son titre, et l’auteur pensait adoucir la mort du détective auprès de ses lecteurs, en le faisant partir auréolé de la gloire d’avoir débarrassé le monde d’un criminel si malfaisant que toute autre enquête ultérieure aurait semblé futile (Holmes le dit lui-même dans le récit). Moriarty apparaît dans une seule histoire, tout simplement parce que s’il avait constamment échappé à Holmes, cela aurait entaché la réputation du détective. La Vallée de la peur a tout remis en question.
La pression des lecteurs avait forcé Conan Doyle à ramener Sherlock Holmes à la vie, mais le personnage de Moriarty allait revenir de nombreuses fois sous la plume d’autres auteurs.
Il est à noter que le prénom du Professeur, James, est en réalité une erreur ou une confusion de la part de l'auteur Conan Doyle. En effet, dans Le Dernier Problème, Watson parle d'un certain James Moriarty, colonel de son état, qui n'aurait de cesse de laver la mémoire de son frère disparu, qui n'est autre que le Professeur Moriarty. Ce dernier n'a pas de prénom connu en réalité, même si dans la nouvelle marquant le retour de Sherlock Holmes, La Maison Vide, écrite quelques années après Le Dernier Problème, Holmes parle de Moriarty à Watson en l'appelant James. Il s'agit ici sans doute d'une confusion de Conan Doyle dans ses notes, explicable par le laps de temps entre les deux nouvelles et le travail abattu entretemps pour Le Chien des Baskerville. Watson fait les frais d'une autre erreur de même sorte, lorsque dans Une Étude en Rouge sa blessure militaire est dite reçue à la jambe alors que dans l'œuvre suivante elle est à l'épaule.

### Dans l'œuvre d'autres auteurs
Moriarty apparaît dans la nouvelle Une étude en vert de Neil Gaiman, publiée dans l'anthologie Shadows Over Baker Street: New Tales of Terror! en 2003.
Dans le roman Moriarty d'Anthony Horowitz (approuvé par les héritiers d'Arthur Conan Doyle), on apprend que le professeur a survécu à sa chute dans les Chutes de Reichenbach. De plus la description physique faite par Sherlock s'avère fausse : Moriarty se maquillant pour rencontrer Holmes, nous ne savons pas à quoi il ressemble. Après avoir vaincu un certain Devereux, qui avait mis la main sur la pègre londonienne avec des méthodes brutales, il part aux États-Unis commencer une nouvelle carrière criminelle.
Dans le roman La Maison de soie d'Anthony Horowitz, il aide Sherlock Holmes à découvrir où se trouve cet horrible endroit, il rencontre même John Watson. Cette histoire se passe avant Le Dernier Problème.
Plus récemment, dans un manga nommé "Moriarty The Patriot" datant de 2016, Ryosuke Takeuchi imagine toute une histoire autour du personnage de James Moriarty qui devient, comme son nom l'indique, le personnage principal de l'œuvre. Dans cette histoire toute nouvelle, il est nommé William James Moriarty, et agit dans l'ombre avec son frère benjamin Louis James Moriarty ainsi que son frère aîné Albert James Moriarty pour dévoiler au grand jour les méfaits de la noblesse au travers de son rôle de "Consultant du crime". Il est également accompagné du Colonel Sebastian Moran et du jeune Fred Porlock.

## Personnalité
Le professeur Moriarty est une personne extrêmement intelligente, possédant hélas une soif de pouvoir le détournant vers des pratiques criminelles.
Le professeur Moriarty impressionne Holmes, qui n'est pas facilement impressionnable, avec son incroyable talent à organiser des crimes complexes à travers Londres tout en gardant sa propre identité et l'implication effectivement anonyme des autorités. Cependant, la personnalité de Moriarty s'est rapidement transformée en celle d'un mégalomane calculateur et sociopathe.
Quand il apparaît dans Le Dernier Problème, il est présenté comme une personne impitoyable, rusée et résolument malveillante. Il exprime son intelligence à Holmes, mais aussi sa profonde cruauté. Moriarty admet que le duel physique avec Holmes est considéré comme une mesure extrême de sa part, mais il est tout à fait prêt à y recourir - cela signifie qu'il est tout à fait disposé à aller au-delà de sa zone de confort si besoin. Il est également dépeint comme extrêmement confiant.
Enfin la malveillance de Moriarty est montrée quand, à la suite de sa première rencontre avec Holmes, il conçoit trois plans pour tenter de l'assassiner, tout en veillant à les faire passer pour fortuits et accidentels.

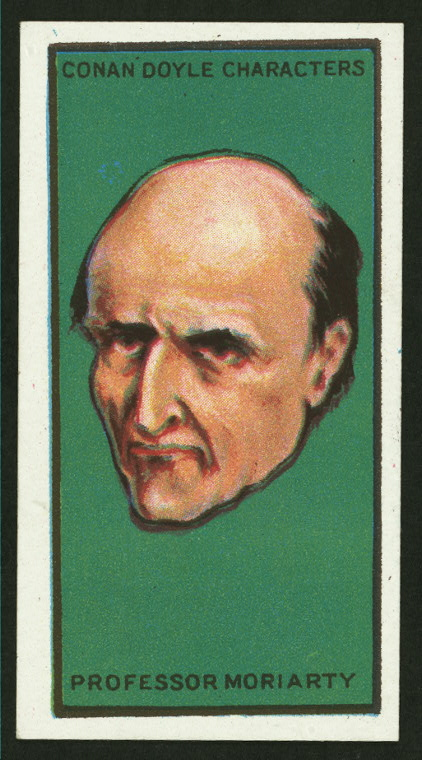
Moriarty représenté dans une carte à collectionner appartenant à une série de cartes de cigarettes (en) consacrée aux personnages de Conan Doyle, 1923.
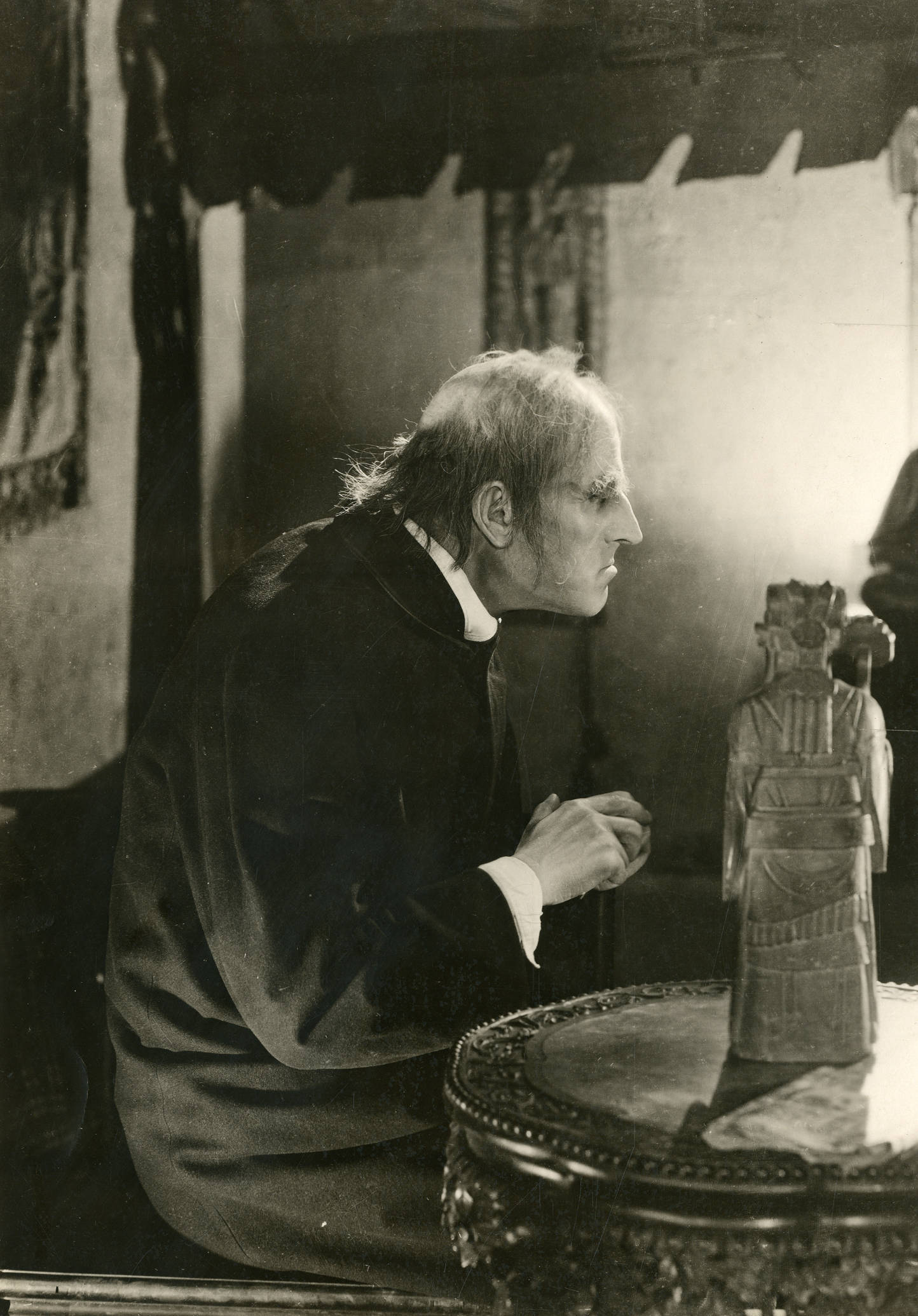
L'acteur Gustav von Seyffertitz interprétant le professeur dans Sherlock Holmes contre Moriarty, film muet sorti en 1922.
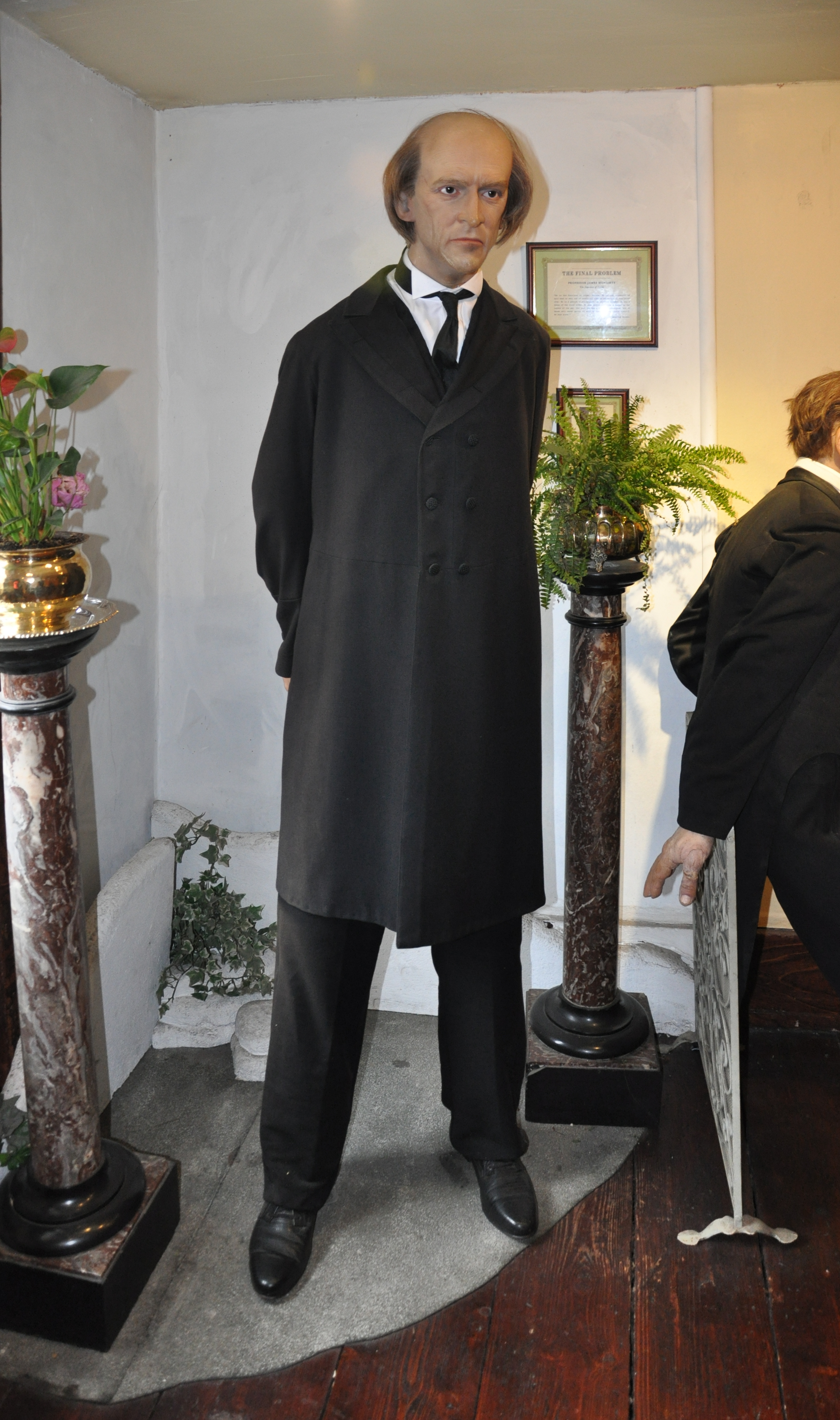
Mannequin de cire à l'effigie de Moriarty, exposé dans le Sherlock Holmes Museum à Londres.

## Capacités
Aussi intelligent que Holmes lui-même (voire davantage), Moriarty est un génie mathématique et scientifique, auteur d'une étude mondialement acclamée sur le théorème binomial.
En outre, c'est un génie criminel qui possède un talent phénoménal pour organiser des activités délictueuses dans une métropole aussi vaste que Londres, tout en demeurant anonyme.
Enfin, malgré son grand âge, Moriarty est un combattant extrêmement compétent, capable de tenir tête à Holmes qui est un excellent athlète lors de leur duel.

## Dans d'autres médias

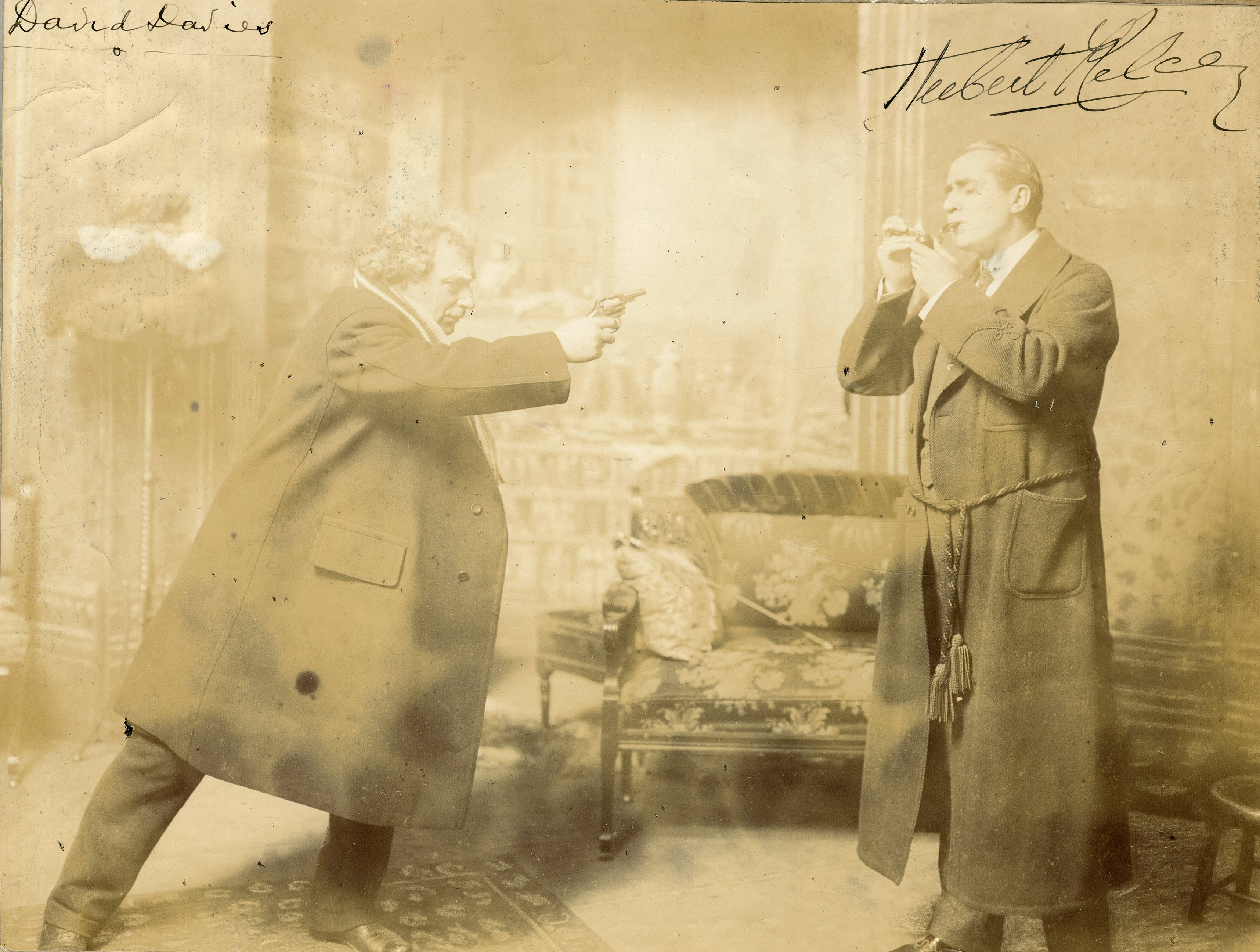
Le professeur Moriarty (David Davies) menace Sherlock Holmes (Herbert Kelcey) dans une représentation de la pièce de théâtre de William Gillette, jouée ici à Seattle en 1903.

### Cinéma

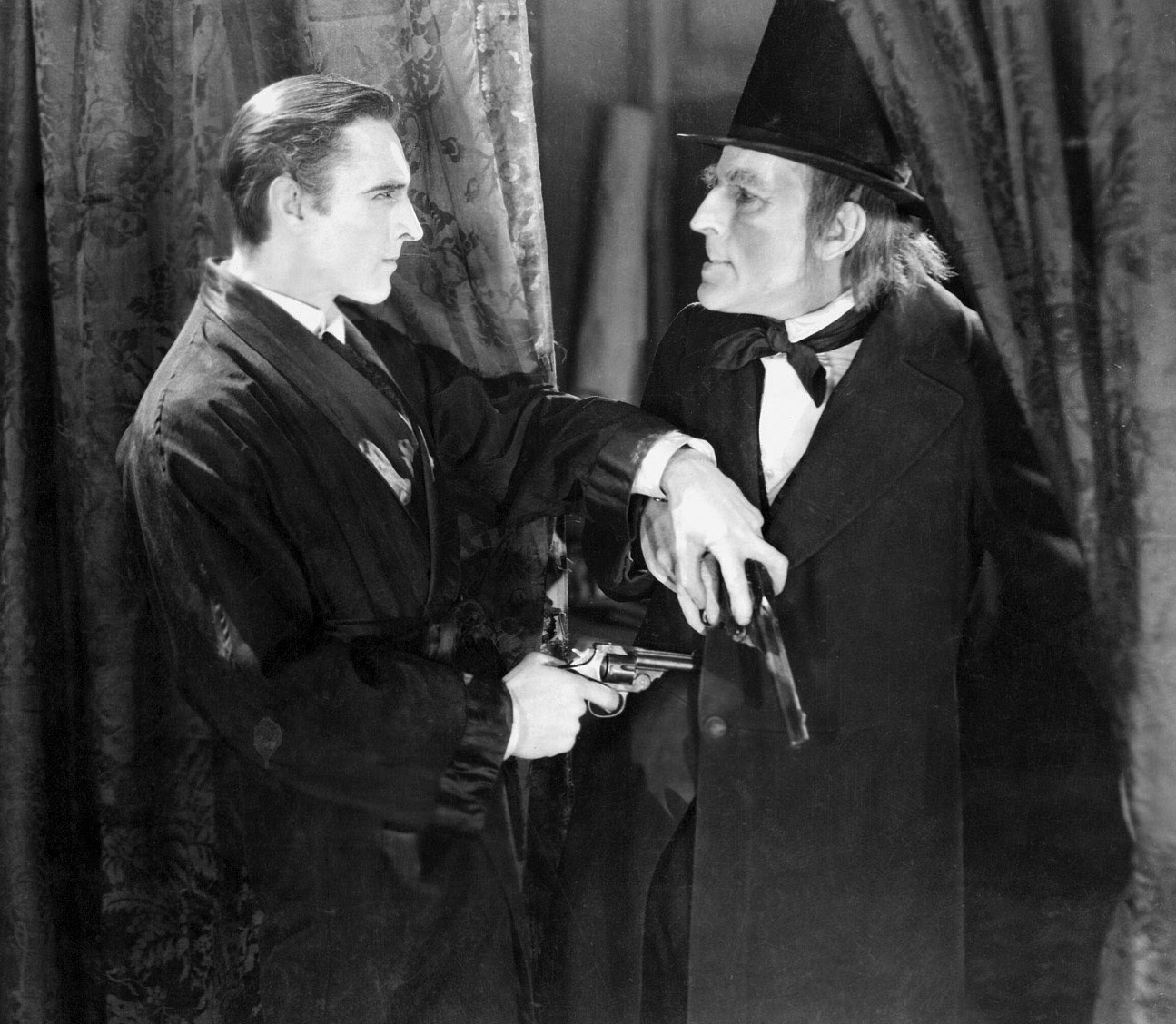
Sherlock Holmes (John Barrymore) désarme Moriarty (Gustav von Seyffertitz) dans Sherlock Holmes contre Moriarty (1922.)

- L'acteur gallois Lyn Harding a interprété plusieurs fois le rôle.
- Dans le film Sherlock Holmes (2009) de Guy Ritchie, il est joué par Ed Tolputt mais est toujours caché ou filmé de dos[réf. nécessaire]. Dans sa suite, Sherlock Holmes : Jeu d'ombres (2011), il est joué par Jared Harris.
- Dans le film Sherlock Holmes attaque l'Orient-Express (The Seven-Per-Cent Solution), interprété par Laurence Olivier. Dans ce film, le professeur Moriarty est l’ancien précepteur de Sherlock et Mycroft Holmes. Moriarty demande l’aide du Dr Watson afin que Sherlock Holmes, sous l’emprise de la cocaïne, cesse de le harceler en prétendant qu’il est un génie du crime et son pire ennemi.
- Dans le film La Ligue des gentlemen extraordinaires, il est interprété par Richard Roxburgh.
- Dans le film Le Secret de la pyramide (de Barry Levinson, produit par Steven Spielberg - 1985), tout à la fin du générique, le Pr Rathe - ou Ithar -, que l’on croyait mort noyé dans les eaux glacées de la Tamise, signe le registre d’un hôtel où il descend, du nom de Moriarty…
- Dans Détective Conan, adaptation manga/animé de la série, le boss de l’organisation des hommes en noir représente le personnage de sir Arthur Conan Doyle : Moriarty.
- Dans Détective Conan le film 1, le méchant du film est une représentation de Moriarty (celle-ci est jugée ratée par l'auteur du manga).
- Dans Détective Conan le film 6, Moriarty aide Jack l'Éventreur.
- Il tient le rôle de principal protagoniste dans la série manga/anime Moriarty the Patriot.
- Dans le film Holmes & Watson (2018) d'Ethan Cohen, il est interprété par Ralph Fiennes.

### Télévision
- L’acteur Daniel Davis incarne le professeur dans la série Star Trek : La Nouvelle Génération dans deux épisodes où il est créé dans un simulateur de réalité pour s’opposer à l’équipage de l’entreprise dans une série d’enquêtes holographiques :
  - Dans l’épisode 3 de la seconde saison : Élémentaire mon cher Data (Elementary, Dear Data).
  - Dans l’épisode 12 de la sixième saison : Un navire dans une bouteille (Ship in a Bottle).
- Dans l’adaptation de la Granada Television, Sherlock Holmes, au côté de Jeremy Brett (Sherlock Holmes), le rôle de Moriarty est interprété par Eric Porter.
- Dans la série Sherlock, sous le nom de Jim Moriarty, interprété par Andrew Scott. Il y est présenté comme « criminel consultant », fasciné par Holmes.
- Dans la série Elementary interprétée par Natalie Dormer. C'est la première fois que Moriarty est une femme. Le personnage a beaucoup changé dans la série : Moriarty devient Irène Adler pour séduire Sherlock Holmes.
- Dans le téléfilm Sherlock : la marque du diable de Graham Theakston, il est interprété par Vincent D'Onofrio.
- Dans le téléfilm soviétique Les Aventures de Sherlock Holmes et du docteur Watson d'Igor Maslennikov il est incarné par Viktor Yevgrafov (1980).
- Dans Sherlock Holmes, série télévisée d'animation italo-japonaise de Hayao Miyazaki et Kyosuke Mikuriya, le professeur Moriarty apparaît sous la forme d'un élégant loup anthropomorphe portant un costume blanc immaculé, un haut-de-forme, une cape, un monocle, une canne, une moustache et des dents en créneaux. Ce voleur invente continuellement des véhicules technologiques steampunk afin d'accomplir ses forfaits en compagnie de deux hommes de main[9]. En version originale, il est doublé par Chikao Ohtsuka . Dans la version française, le personnage a eu plusieurs voix, mais sa voix française principale est celle de Gérard Hernandez.

## Les modèles qui ont servi à créer le personnage
En plus du génie du crime Adam Worth, des astronomes et des fans de Sherlock Holmes pensent que Conan Doyle a basé le personnage de Moriarty sur l’astronome américain Simon Newcomb. Le scientifique était certainement un génie aux multiples talents, en particulier les mathématiques, et il est devenu internationalement célèbre durant les années qui ont précédé la rédaction des aventures de Sherlock Holmes. Certains[Qui ?]disent également que Simon Newcomb n’hésitait pas à employer des procédés peu honnêtes pour détruire la carrière et la réputation de scientifiques rivaux.[réf. nécessaire]
Les hauts faits réputés du professeur Moriarty pourraient également avoir été inspirés par les accomplissements de mathématiciens bien réels. Si les noms des articles ont été changés, ils décrivent de vrais événements mathématiques. Carl Friedrich Gauss écrivit un célèbre article sur la dynamique d’un astéroïde au début des années 1820, qui a certainement eu un retentissement en Europe, et il obtint une chaire en partie grâce à ses résultats. Srinivasa Ramanujan écrivit un article sur la généralisation de la formule du binôme de Newton, et gagna une réputation de génie en écrivant des articles qui ont ridiculisé les meilleurs mathématiciens de l’époque.[pertinence contestée]
L’histoire de Gauss était bien connue à l’époque de Conan Doyle, et celle de Ramanujan fut révélée à Oxford entre début 1913 et le milieu de 1914. La Vallée de la peur, qui fait référence à La Dynamique d'un astéroïde, dû au professeur Moriarty, fut publié en 1915.
Des MacHale, dans son livre George Boole : sa vie son œuvre (George Boole: his life and work 1985, Boole Press) suggère que George Boole a pu être un des modèles de Moriarty.
Le modèle que Conan Doyle cite lui-même (à travers le discours de Sherlock Holmes) dans La Vallée de la peur est Jonathan Wild, le grand criminel londonien du XVIIIe siècle. Holmes mentionne son nom en essayant de comparer Moriarty à un personnage connu que l’inspecteur MacDonald pourrait connaître. En vain, car l’inspecteur n’est pas aussi cultivé que le détective.